# Lethe maitrya
Lethe maitrya är en fjärilsart som beskrevs av De Nicéville 1880. Lethe maitrya ingår i släktet Lethe och familjen praktfjärilar. Inga underarter finns listade i Catalogue of Life.